# Tyrannochthoniini
Tribu
Les Tyrannochthoniini sont une tribu de pseudoscorpions de la famille des Chthoniidae.

## Distribution
Les espèces de cette tribu se rencontrent en Amérique, en Europe, en Asie, en Océanie et en Afrique.

## Liste des genres
Selon Pseudoscorpions of the World (version 3.0) :
- Lagynochthonius Beier, 1951
- Maorichthonius Chamberlin, 1925
- Paraliochthonius Beier, 1956
- Troglochthonius Beier, 1939
- Tyrannochthonius Chamberlin, 1929
- Vulcanochthonius Muchmore, 2000

## Publication originale
- Chamberlin, 1962 : New and little-known false scorpions, principally from caves, belonging to the families Chthoniidae and Neobisiidae (Arachnida, Chelonethida). Bulletin of the American Museum of Natural History, no 123, p. 303-352 (texte intégral).